# جو غريني (سياسي)
جو غريني (بالإنجليزية: Joe Greene)‏ هو محامي وسياسي كندي، ولد في 24 يونيو 1920 في تورونتو في كندا، وتوفي في 23 أكتوبر 1978 في أوتاوا في كندا. حزبياً، نشط في الحزب الليبرالي الكندي. وقد انتخب عضو مجلس العموم الكندي عن دائرة Niagara Falls (federal electoral district) ‏ (1968 – 1972) وانتخب عضو مجلس الشيوخ الكندي (1963 – 1968) وانتخب عضو مجلس العموم الكندي عن دائرة Renfrew South (federal electoral district) ‏ (1963 – 1968).